# サワヤン
サワヤン（SAWAYAN）は、兄のトカチョフ・サワと弟のトカチョフ・ヤンから成る在日ウクライナ人の2人組男性YouTuber。福島県会津若松市観光大使。

## 概要
2020年2月2日から動画投稿を開始。「高学歴で日本語が堪能な外国人」というキャラクターを売りにしている。主なチャンネルは実写のチャンネルの「SAWAYAN CHANNEL / サワヤン チャンネル」、ゲーム実況チャンネルの「SAWAYAN GAMES / サワヤン ゲームズ」。
動画内では、ッ（小さいツ）の事をツと読む「ツ感」という話し方を多用するほか、視聴者のことを「デスター」、メンバーシップの会員のことを「ロイヤルデスター」と称する。冒頭での挨拶は、「はい、どーも皆さんこんにちは。サワヤンチャンネル（サワヤンゲームズ）デスター、シャッ！」であり、机がある場合は台パンと称し平手で強く叩く。
2022年以降、デスターを自称する横浜DeNAベイスターズの牧秀悟、佐野恵太、桑原将志らが本塁打を打ったあとのパフォーマンスとして「デスターシャ」を採用した。佐野がこのパフォーマンスを行った際、サワヤン両名とも選手のことを知らなかったが、その後は、ベイスターズ戦での始球式や「Fan Festival 2022」でのマリオカートなどのゲーム対決、球団とのコラボグッズやクラフトビール発売などの球団との交流がある。
2025年7月22日、「SAWAYAN CHANNEL / サワヤン チャンネル」の動画にて旅行でサワがたびたび訪れていた福島県会津若松市の観光大使にサワヤン兄弟2人で就任したことを発表。

## チャンネル

### メインチャンネル
SAWAYAN CHANNEL / サワヤン チャンネル
ドッキリ、商品紹介、バスケ、大食いなどのジャンルの動画を投稿するチャンネル。2020年2月2日開設。
2023年9月からショート動画で『ゲームしている人を怒らせる方法』シリーズが始まった。
2024年6月に投稿した『サワサワヤンヤン』というショート動画が、サワヤン史上初めて1000万回再生を記録した。
SAWAYAN GAMES / サワヤン ゲームズ
サワが中心となり、ゲーム実況動画を投稿するチャンネル。2020年2月3日開設。サワヤンのチャンネルの中では最も登録者数が多い。
マリオカート8DXを実況する際は、同じくゲーム実況者のもこうを「もこう先生」と呼びリスペクトし、自身の出身地ウクライナとかけて「東欧のもこう」と称する。なお、2022年6月にもこうのチャンネル登録者数を追い越した。
現在は主にプロ野球スピリッツAやマリオカート ワールド、過去にはフォールガイズ、マリオカート8DXなどのゲームを実況している。

### サブチャンネル
SAWAYAN OFF / サワヤンオフ
サワヤンの日常や動画撮影の裏側などの動画を投稿するチャンネル。2020年9月27日開設。
SAWAYAN CULTURE / サワヤン カルチャー
ヤンが中心となり、日本各地のグルメ紹介動画を投稿するチャンネル。2021年5月2日から2022年2月12日まで投稿していた。
トークは日本語、ナレーションは英語。字幕は複数言語に対応している。

## メンバー

### メインメンバー

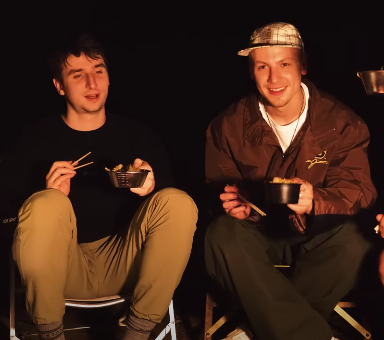
サワとヤン（2022年6月16日）

サワ
兄。本名はトカチョフ・サワ。1995年10月14日、ウクライナの首都キーウに生まれる。
國學院大學久我山高等学校を経て、慶應義塾大学環境情報学部を卒業。
ゲームチャンネルに主体的に出演している。リスペクトするゲーム実況者のもこうからの影響もあり、台パンやキレ芸などが特徴的である。
192cm92kgの恵まれた体格からバスケットボール選手としても活動し、2015年にはNBAの舞台で平均40.4得点、18.3リバウンド、11.8アシストを記録しシーズンMVPを受賞、2019年から3人制のチーム「TRIANS.EXE」に所属していた。

ネタTシャツをこよなく愛している。
ヤン
弟。本名はトカチョフ・ヤン。2001年5月14日、日本の東京都に生まれる。
あだ名はヤン・ユンチョル。高校時代の友達が呼んでいたことが由来であり、韓国の映画監督キム・ユンチョルとは関係がない。
國學院大學久我山高等学校を経て、慶應義塾大学総合政策学部を卒業。
ゲームチャンネルには兄と比べ登場頻度が少なく、主にサワヤンチャンネルに出演している。
190cm83kgと兄顔負けの体格からフィジーク選手としても活動し、大会での優勝経験もある。
特技は料理で、チャンネル内では「ヤンクツク」というサワに料理を振る舞う企画を度々行っている。好物はサバの蒸し照り焼きである。

### サポートメンバー
エリマネ
サワの妻。大阪府大阪市出身。身長175cm。
5年8か月の交際を経て、2022年2月22日に結婚した。
ブログでメンバーの日常の様子などを投稿している。サングラスとマスクで素顔を隠して動画に登場することがある。
かなっぷ
本名は金井塚 優樹（かないづか ゆうき）。あだ名はカナツペス。1995年生まれ。身長185cm。
主に撮影や編集を担当するが、サワまたはヤンと共謀しドッキリを仕掛けたりと自身も動画に出演する。
サワと江東区立深川第一中学校での同級生だったことがきっかけで撮影に関わるようになった。
高校時代には正智深谷高等学校バスケ部にて全国大会に出場。玉川大学教育学部を卒業。
2024年11月にフィジーク大会に出場するも、惜しくも敗退。
ユウト
本名は金井塚 優人（かないづか ゆうと）。1999年生まれ。
かなっぷの弟。経理を担当。
サワ、ヤン、かなっぷと同じく深川第一中学校出身。
高校時代は法政大学第二高等学校バスケ部に所属。法政大学経営学部を卒業。
イッキ
本名は菊田 一輝  (きくた いっき) 。1995年生まれ。身長179cm。
サワ、エリマネの学生時代のバイト友達で、その後は一般企業で働いていたが、2022年にサワとジムで再開を果たした。サワの猛烈オファーの末、翌年8月に新メンバーとして加入した。
フィジーク選手としても名を馳せている。

## 政治活動

### ウクライナ支援活動
2022年、ロシア軍が母国であるウクライナに侵攻したこと（ロシアのウクライナ侵攻）を受けて、義勇兵に志願すると動画を投稿した。実際に徴兵に行くことはなかったものの、その後は河野太郎と対談したり、ウクライナ大使館前で募金を呼びかけたり、自ら作ったおにぎりを配布したりするなどの活動を行なった。

### アメリカでの拘束事件
2023年2月13日、NBAの招待でオールスターを見るために渡米した。しかし、ロサンゼルス国際空港の入国審査にて、サワは何事もなくパスポートを返されたが、ヤンは別室に連行された。2日ほど経ち、ヤンは日本に帰国することになり、アメリカを事実上の出禁になった。